# Marie-Thérèse Houphouët-Boigny
Marie-Thérèse Houphouët-Boigny, née Thérèse N'Goran Brou le 17 septembre 1930 à Bouaké, est l'épouse, de 1960 à 1993, de feu Félix Houphouët-Boigny, le premier président de la Côte d'Ivoire. À ce titre, elle est la Première dame de Côte d'Ivoire.

## Origines
Marie-Thérèse Houphouët-Boigny est née Thérèse N’Goran Brou, le 17 septembre 1930 en Côte d’Ivoire. Elle est l'aînée des filles de Lambert Yao Brou, inspecteur des douanes en Côte d’Ivoire, et de Suzanne Aya Folquet. Les familles Folquet et Brou font partie des premières familles bourgeoises formées au début du XXe siècle dans le pays, ayant accès à l'éducation universitaire et à certains privilèges.
La famille Folquet, pour sa part, est une grande famille métisse ivoirienne, d'origine française, dont l'ancêtre est venu s’installer en Côte d’Ivoire au XIXe siècle, et dont les descendants figurent parmi les premiers grands bourgeois à collaborer avec l'administration coloniale française de Côte d’Ivoire, dès le début du XXe siècle. Née à Bondoukou en 1906, sa mère Suzanne est la sœur du patriarche de la famille Folquet. Thérèse Brou a cinq frères et quatre sœurs.
Thérèse Brou fait sa scolarité à l'École normale de filles de Bingerville (première capitale de Côte d’Ivoire) et au lycée Mamie-Faitai de Bingerville. Ses résultats scolaires lui valent de compter parmi les 13 filles 148 boursiers qui sont envoyés en France dans le cadre de leurs études en 1946, sur l'impulsion du député ivoirien en France d'alors, Félix Houphouët-Boigny. C’est donc adolescente, à 16 ans, qu'elle arrive en France, où elle choisit de se spécialiser dans l'assistance sociale.

## Union
Thérèse Brou fait la rencontre de Félix Houphouët-Boigny, alors député, au tout début des années 1950 à Paris, lors d'un déplacement de celui-ci, alors qu'elle est encore qu'étudiante. Tombé sous le charme de cette jeune femme catholique, Félix Houphouët-Boigny manifeste rapidement le désir de l'épouser. Il était déjà uni à Kadhidja Racine Sow, pour qui il avait reçu une « dispense de disparité de culte » délivrée par le pape afin de l'épouser à l'église (Kady Sow était musulmane et une union avec une non-chrétienne était, en ce temps-là, un phénomène exceptionnel). Pourtant, Félix Houphouët-Boigny décide de se séparer, en 1950, de Kadhidja Sow avec qui il a quatre enfants.
Félix Houphouët-Boigny épouse la jeune Thérèse Brou en secondes noces. Jean Delafosse était l'officier d'état civil qui avait célébré cette union le 22 juillet 1952, à l'hôtel de ville d'Abidjan. C'est seulement en 1964 que le Vatican autorise le mariage religieux (fait très rare... et le second pour Houphouët-Boigny). Ils seront unis seize ans plus tard par Monseigneur Yago, le 9 mai 1980, dans la chapelle privée de la résidence de l'archevêque à Cocody (Abidjan).

## Première dame
Félix Houphouêt-Boigny confiait à un proche dans les années 1950, alors qu'il venait d'épouser Thérèse Brou : « Pas avant longtemps nous aurons la charge de nos propres affaires. Cette fille m’accompagnera dans mes voyages et sera pour beaucoup dans la considération qui sera accordée à notre pays ». Durant les 33 années en tant que Première dame, Marie-Thérèse Houphouët-Boigny fut en effet un atout « charme » pour le chef de l'État, qui emmenait sa femme, que la presse américaine conquise avait baptisé « Africa’s Jackie » (« La Jackie Kennedy d'Afrique ») à toutes sortes d'événements alors que, à l'époque, très peu d'hommes politiques africains de premier plan sortaient publiquement avec leurs épouses.
Grande, fine, élancée et bien habillée, la Première dame de Côte d'Ivoire donne de son pays une image jeune et moderne qui séduit et impressionne aussi bien sur le continent africain qu'en Occident. 
Très active dans le domaine social, elle ne se mêle presque jamais de politique. 

## Vie conjugale
Le mariage connaît des scandales. En 1958, Marie-Thérèse commet une escapade en Italie tandis que Félix collectionne les maîtresses. Il a ainsi, en 1961, un enfant hors mariage avec Henriette Duvignac, qu’il reconnaît : Florence (décédée en 2007).
À sa mort en 1993, Félix Houphouët-Boigny ne laisse aucun testament écrit, si ce n'est un legs verbal en faveur de l’État ivoirien. Ses héritiers reconnus, et tout particulièrement Hélène, mènent depuis un combat contre l’État ivoirien afin de récupérer une partie de l’immense fortune d’Houphouët, qu’elle affirme être une succession « privée » devenue « d’État ». Elle estime avoir été également spoliée par la première femme de feu son époux, Khadidja Sow, et les quatre enfants de cette dernière.

## Activité associative et philanthropique

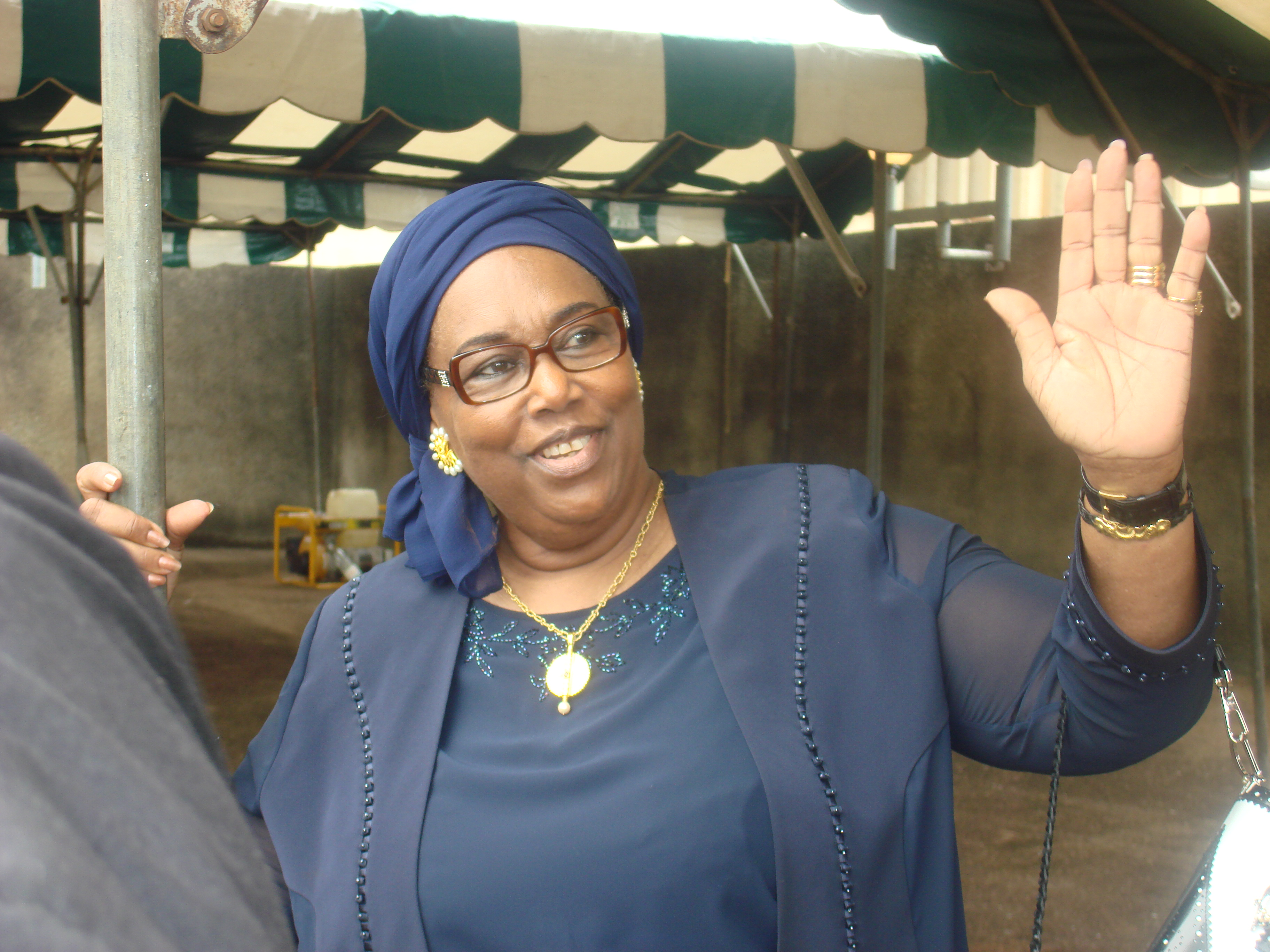
Marie-Thérèse Houphouët-Boigny, le 30 juillet 2007 à Bouaké, lors de la cérémonie de la flamme de la paix.

### Association des femmes ivoiriennes
Dès les premières années d’indépendance du pays est créée sous l'impulsion de Marie-Thérèse Houphouët-Boigny, le 3 octobre 1963 l'Association des femmes ivoiriennes (AFI) qui constitue le premier organisme non gouvernemental de promotion de femmes en Côte d'Ivoire.

### N'Daya International
N'Daya International est une fondation créée par Marie-Thérèse Houphouët- Boigny le 23 octobre 1987 dédiée à améliorer la santé, le bien-être et l'éducation des enfants dans le besoin en Afrique. Elle mène des projets allant de la construction de cliniques, d'orphelinats de centres de santé maternelle et infantile dans la capitale d'Abidjan à la création de camps de vacances pour les enfants dans le besoin partout dans le monde.
Le successeur de son mari, Henri Konan Bédié, la contraint toutefois à faire cesser les activités de cette fondation pour ne pas faire de l’ombre à celle de son épouse et nouvelle première dame, Henriette Konan Bedié,.

### Kimboo
En 1990, elle aide à la création et production du dessin animé Kimboo, afin d'offrir des héros de dessin animé aux enfants africains.

### Hommage
À Abidjan, au Quartier des 220 logements dans la commune d'Adjamé, un Institut d'actions sociales porte son nom ; par ailleurs, le boulevard de France est renommé boulevard Marie-Thérèse-Houphouët-Boigny en 2023. 
L'un des plus célèbres imprimés de wax, permettant de confectionner les pagnes les plus raffinés, est à son effigie. Il porte de nombreux noms, dont  « collier de Thérèse » ou « ongles de Thérèse ».